# Muhamed Hadžiefendić
Muhamed Hadžiefendić (ur. 1898 w Tuzli, zm. 7 października 1943 w rejonie Tuzli) – oficer Królewskiej Armii Jugosłowiańskiej i Chorwackiej Domobrany (major), dowódca Legionu Hadžiefendicia podczas II wojny światowej.

## Życiorys
Ukończył studia na akademii handlowej w Sarajewie. Bardziej skłaniał się jednak ku karierze wojskowej. Na początku I wojny światowej wstąpił ochotniczo do 3 bośniacko-hercegowińskiego pułku piechoty armii austro-węgierskiej, dochodząc do stopnia porucznika. Po jej zakończeniu ukończył akademię wojskową w Belgradzie, a następnie służył w armii jugosłowiańskiej do 1938 r. Osiągnął stopień majora rezerwy. 
Po najeździe wojsk Osi Jugosławię na pocz. kwietnia 1941 r., został zmobilizowany do wojska. Jednakże zdezerterował i zorganizował w rejonie miejscowości Vodice lokalny oddział pospolitego ruszenia, walczący z resztkami wojsk jugosłowiańskich. Po zakończeniu wojny powrócił do rodzinnej Tuzli i wstąpił do Chorwackiej Domobrany, regularnych sił zbrojnych Niepodległego Państwa Chorwackiego. Został dowódcą III batalionu 8 Pułku Piechoty w stopniu majora. 
Pod koniec 1941 r. spotkał się z marszałkiem Slavko Kvaternikiem, ministrem wojny, przedstawiając mu projekt sformowania lokalnej jednostki spośród mieszkających w rejonie Tuzli muzułmanów, którym zagrażały ataki ze strony serbskich czetników i komunistycznych partyzantów. W rezultacie w grudniu 1941 r. powstała autonomiczna formacja zbrojna pod nazwą Dobrovoljacki Odjel Narodnog Ustanka Bojnika Hadžiefendicia, zwana potocznie Legionem Hadžiefendicia, podporządkowana Chorwackiej Domobranie. Od marca 1942 r. była to jednostka w sile brygady (w składzie sześciu batalionów), licząca ok. 6 tys. ludzi, słabo uzbrojonych i wyszkolonych. Rekrutowała się spośród członków muzułmańskiej milicji Domdo w Bośni. Działała w północno-wschodniej części Bośni w rejonie miejscowości Tuzla, Gračanica, Brčko, Bijeljina, Zvornik, Puračić. W ciągu 1942 r. bataliony muzułmańskie toczyły walki z komunistyczną partyzantką i czetnikami oraz sprawowały służbę ochronną w rejonie Tuzli. W grudniu tego roku w miejscowości Bijeljina sformowano V batalion, a na pocz. 1943 r. – VI batalion. Według stanu na styczeń tego roku Legion był podporządkowany chorwackiej 3 Dywizji Piechoty, a jego kwatera główna mieściła się w Tuzli. 
Pod koniec stycznia ponownie walczono z partyzantami w rejonie Zvornika. W lutym dowództwo chorwackiego II Korpusu postanowiło zreorganizować muzułmańską milicję we wschodniej Bośni, tworząc z niej brygadę w składzie dwóch pułków. Plan jednak upadł z powodu chęci przywódców muzułmańskich do zachowania swojej odrębności i niezależności. Pod koniec lipca Legion pod względem taktycznym podporządkowano 369 (Chorwackiej) Dywizji Piechoty. Na przełomie lipca i sierpnia prowadził zacięte walki obronne z partyzantami. 
Major Muhamed Hadžiefendić miał bliskie kontakty z tzw. bośniackimi autonomistami z Sarajewa, którzy chcieli utworzyć z Bośni i Hercegowiny niemiecki protektorat. Z tego powodu w połowie 1943 r. podjął decyzję przyłączenia swojej jednostki do nowo formowanej przez Niemców chorwacko-muzułmańskiej 13 Dywizji Górskiej SS „Handschar”. Sam został mianowany oficerem Waffen-SS. 7 października został zabity wraz z 55 swoimi ludźmi przez komunistycznych partyzantów w zasadzce koło Tuzli. Według innej wersji wydarzeń trafił do niewoli, a partyzanci wytoczyli mu proces i skazali na karę śmierci, którą natychmiast wykonali.